# 国道466号

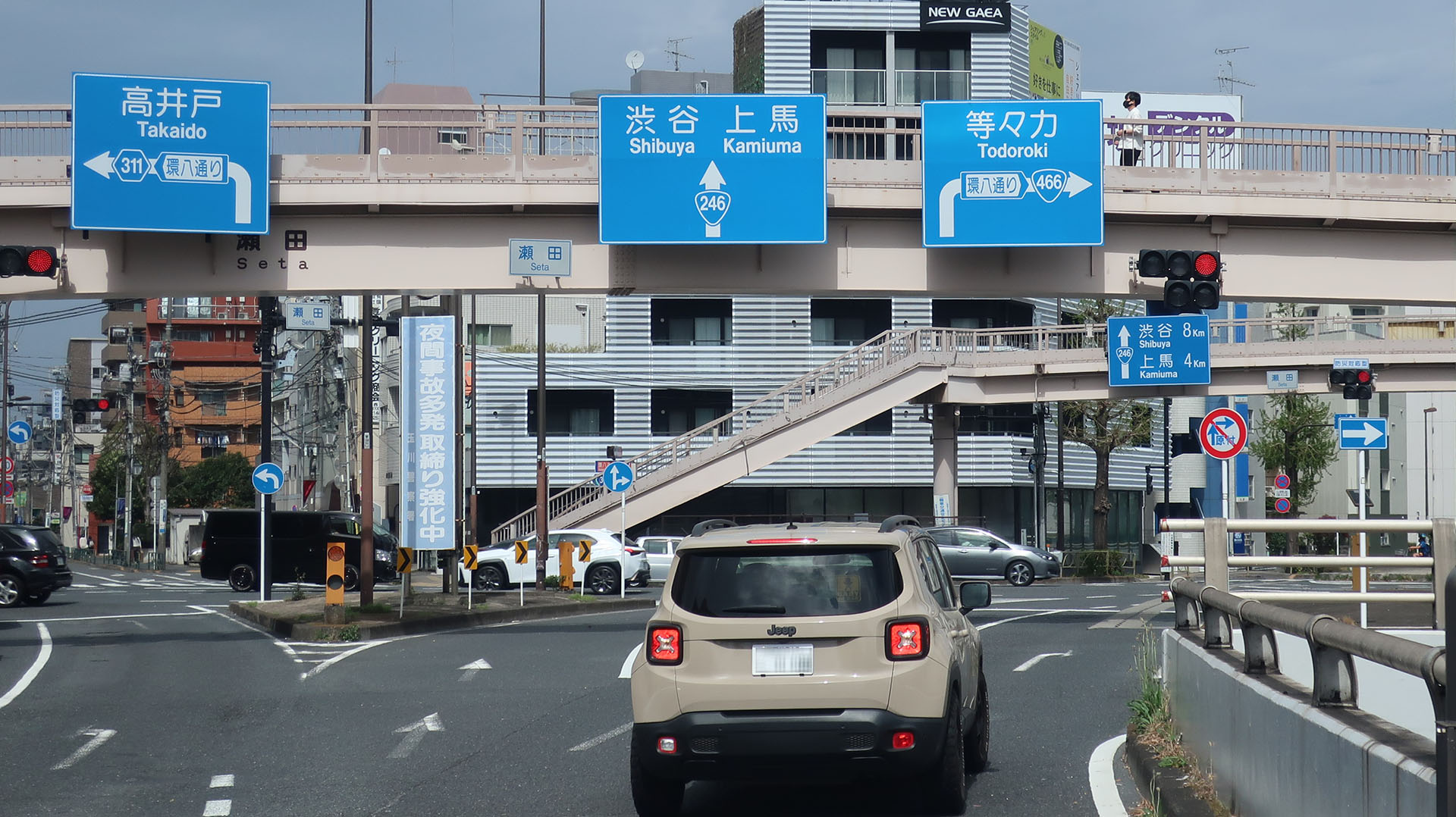
国道466号起点
東京都世田谷区　瀬田交差点

国道466号（こくどう466ごう）は、東京都世田谷区から神奈川県横浜市神奈川区に至る一般国道である。

## 概要

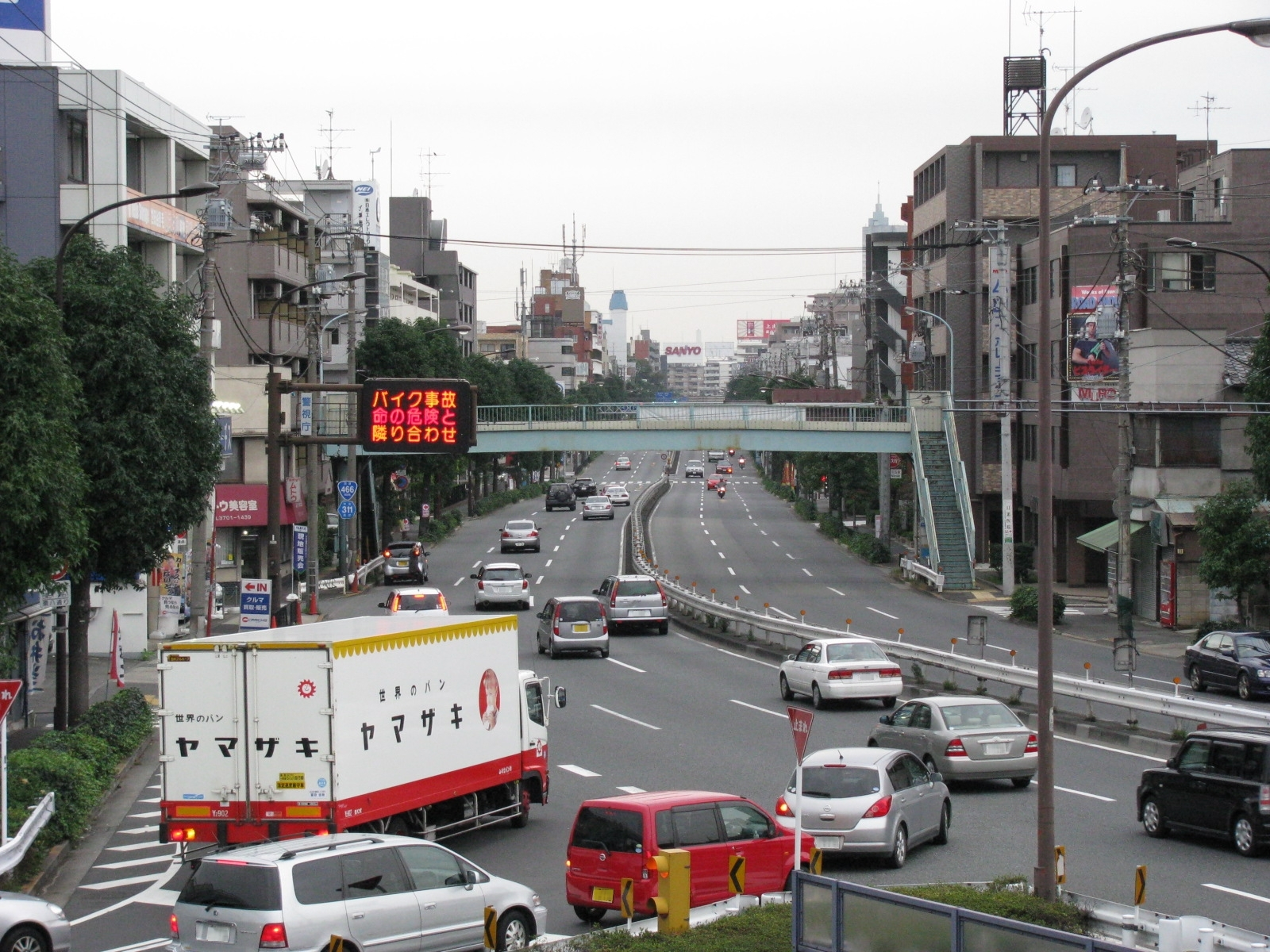
国道466号　環八通り

起点の瀬田交差点から玉川インターチェンジまでは環八通り、玉川インターチェンジから保土ヶ谷インターチェンジの終点までは第三京浜道路となる。

### 路線データ
一般国道の路線を指定する政令に基づく起終点および重要な経過地は次のとおり。
- 起点：東京都世田谷区（瀬田交差点 = 国道246号交点）
- 終点：横浜市（神奈川区、保土ヶ谷インターチェンジ = 国道1号（横浜新道）交点）
- 重要な経過地：川崎市（高津区）
- 総延長 : 18.6 km（東京都 2.6 km、横浜市 11.1 km、川崎市 4.9 km）[2][注釈 2]
- 重用延長 : なし[2][注釈 2]
- 未供用延長 : なし[2][注釈 2]
- 実延長 : 18.6 km（東京都 2.6 km、横浜市 11.1 km、川崎市 4.9 km）[2][注釈 2]
  - 現道 : 18.6 km（東京都 2.6 km、横浜市 11.1 km、川崎市 4.9 km）[2][注釈 2]
  - 旧道 : なし[2][注釈 2]
  - 新道 : なし[2][注釈 2]
- 指定区間：東京都世田谷区上野毛一丁目42番1 - 横浜市保土ケ谷区岡沢町114番3[注釈 3][3]

## 歴史
- 1965年（昭和40年）12月19日 - 一般東京都道175号・神奈川県道130号・横浜市道東京野川横浜線として全線開通
- 1993年（平成5年）4月1日 - 一般国道466号に指定

## 路線状況

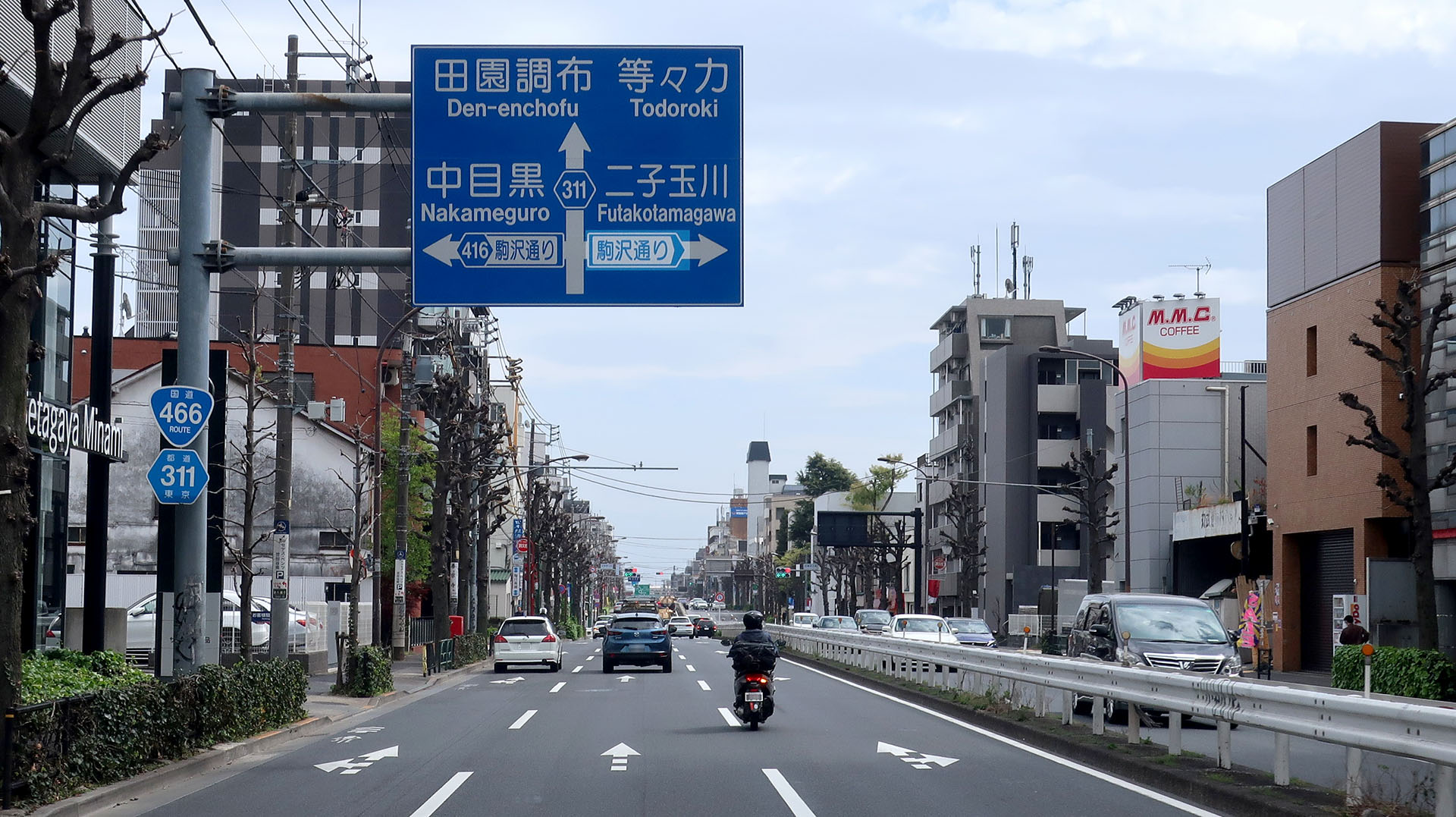
東京都道311号環状八号線との重複
東京都世田谷区上野毛４丁目

### 通称
- 環八通り
- 第三京浜道路

### 重複区間
- 東京都道311号環状八号線（東京都世田谷区・瀬田交差点 - 世田谷区・玉川インターチェンジ）

## 地理

### 通過する自治体
- 東京都
  - 世田谷区
- 神奈川県
  - 川崎市（高津区 - 宮前区） - 横浜市（都筑区 - 港北区 - 神奈川区 - 保土ケ谷区）

## 国道466号を題材とした歌曲
1990年代に一大人気を集めた、日本のロックバンドであるDEENの7thアルバム作品『ROAD CRUISIN'』に収められた楽曲『ROUTE 466』は、国道466号を舞台にした楽曲で知られ、東京都道311号環状八号線から第三京浜道路、横浜横須賀道路から逗葉新道へと走っている様子が歌の中で表現されている。